# نقار مقلم
نقار مقلم (الاسم العلمي: Picus vittatus) (بالإنجليزية: Laced Woodpecker)‏ هو نوع من الطيور يتبع جنس النقار الحقيقي من الفصيلة النقارية الحقيقية.